# エルム街の悪夢 ザ・ファイナルナイトメア
『エルム街の悪夢 ザ・ファイナルナイトメア』（エルムがいのあくむ ザ・ファイナルナイトメア、Freddy's Dead: The Final Nightmare）は、1991年のアメリカ映画。『エルム街の悪夢』シリーズ第6作であり、完結編である。本編中の一部分に立体映像処理を施した3D映画として公開されており、観客に3D眼鏡の装着をそれとなく促すシーンがある。

## ストーリー
前作のアリスとの戦いでフレディが消えて10年後。オハイオ州スプリングウッド・エルム街でフレディが復活し、街の子供は尽く殺され、残った大人も全員が発狂した。
一方、スプリングウッドの近くの町の未成年矯正施設でカウンセラーをしているマギーは、スプリングウッドで唯一生き残った記憶喪失の少年ジョンと出会い、彼の語る悪夢が自身がよく見る悪夢と酷似していると気づく。謎を解き明かすためにスプリングウッドを訪れたジョンとマギーは、殺人鬼フレディとその子供の存在を知り、彼の邪悪な計画に巻き込まれていく。

## キャスト
フレディ・クルーガー
演 - ロバート・イングランド
人の夢の中に出現し、殺人を続ける殺人鬼。今作では、何故殺人鬼になったのか、生前の姿や家族のことなども明かされ、実子と最後の対決をする。
マギー・バローズ / キャサリン・クルーガー
演 - リサ・ゼイン
未成年者橋正施設のカウンセラーで、今作の主人公。ジョンの治療のためにスプリングウッドに行き、発狂した住人たちからフレディの過去を聞かされる。実は幼少期に養子縁組を受けており、正体はフレディの娘「キャサリン・クルーガー」だと明らかになる。
ジョン・ドゥー
演 - ション・グリーンブラット
未成年者橋正施設に送られてきた記憶喪失で身元不明の少年。飛行機の中でフレディの悪夢に会い、後に地上でフレディが運転するバスに衝突するが生還する。ポケットには「クルーガーの妻、行方不明」という新聞の切り抜きが入っており、自身をフレディの息子と推測し、だから助かったのだと思い込む。しかし、フレディからは「お前の間違いだ。娘と再会するためにお前を生かした」と宣告され、彼に襲われ死亡する。
ドック
演 - ヤフェット・コットー
未成年者橋正施設のカウンセラーで、夢分析が専門の精神科医。マギーやトレイシーと共にフレディと戦う。フレディを夢の世界から現実に引っ張り出す作戦を提案して倒そうとする。
トレイシー
演 - レズリー・ディーン
未成年者橋正施設の入所者。父親から性的虐待を受けた反動で暴力沙汰を起こすようになった少女。カンフー使い。カルロスに両片思いしている。マギーやドックと共にフレディと戦う
スペンサー
演 - ブレッキン・メイヤー
未成年者橋正施設の入所者。パイプ爆弾の製造・使用、放火、大麻等の問題行動が絶えない少年。ジョン達と共にフレディの悪夢に会ってしまう。後に彼の遺品であるパイプ爆弾がフレディ打倒の決め手になる。
カルロス
演 - リッキー・ディーン・ローガン
未成年者橋正施設の入所者。母親からの虐待で耳が不自由な少年。トレイシーに両片思いしている。他の友人と共にフレディの悪夢に会ってしまう。
テレビの中の男性
演 - ジョニー・デップ（カメオ出演）
スペンサーが見るテレビに出ており、目玉焼きを作っている。目玉焼きをスペンサーの脳に例え「君の脳みそは薬漬けだ」とジョークを言うが、フレディに「ただの目玉焼きじゃないか！」とフライパンで殴られる。

## スタッフ
- 監督・原案：レイチェル・タラレイ
- 製作：ロバート・シェイ、アロン・ワーナー
- 製作総指揮：マイケル・デ・ルカ
- 原案：レイチェル・タラレイ
- 脚本：マイケル・デ・ルカ
- 撮影：デクラン・クイン
- 音楽：ブライアン・メイ
- 美術：C・J・ストラウン
- SFX：デイヴィッド・ミラー
- 字幕：岡枝慎二

## 配役
第一作目に出演したジョニー・デップがゲスト出演している。